# Ситт, Антон (скрипач)
Антон Ситт или Зитт, также Антонин Ситт-младший (чеш. Antonín Sitt, нем. Anton Sitt; 16 декабря 1847, Прага — 19 апреля 1929, Кауниайнен) — чешско-финский скрипач. Сын скрипичного мастера Антона Ситта (старшего), брат дирижёра Ганса Зитта и певицы Марии Петцольд.
Окончил Пражскую консерваторию (1864), ученик Морица Мильднера и Антонина Бенневица. Работал в оперных театрах Праги, Зондерсхаузена, Майнингена, Дрездена, с 1874 г. — Гётеборга. В 1882 г. обосновался в Гельсингфорсе, преподавал в основанном Мартином Вегелиусом Институте музыки, среди его учеников, в частности, Эрик Кронвалль. В 1885 г. по приглашению Роберта Каянуса занял пост концертмейстера и второго дирижёра в Хельсинкском оркестровом обществе, выступал с оркестром до 1923 года; Ян Сибелиус вспоминает его скептический отзыв о дирижёрской манере гастролировавшего в Финляндии Густава Малера. Возглавлял также струнный квартет.